# Kvarteret Brinckan

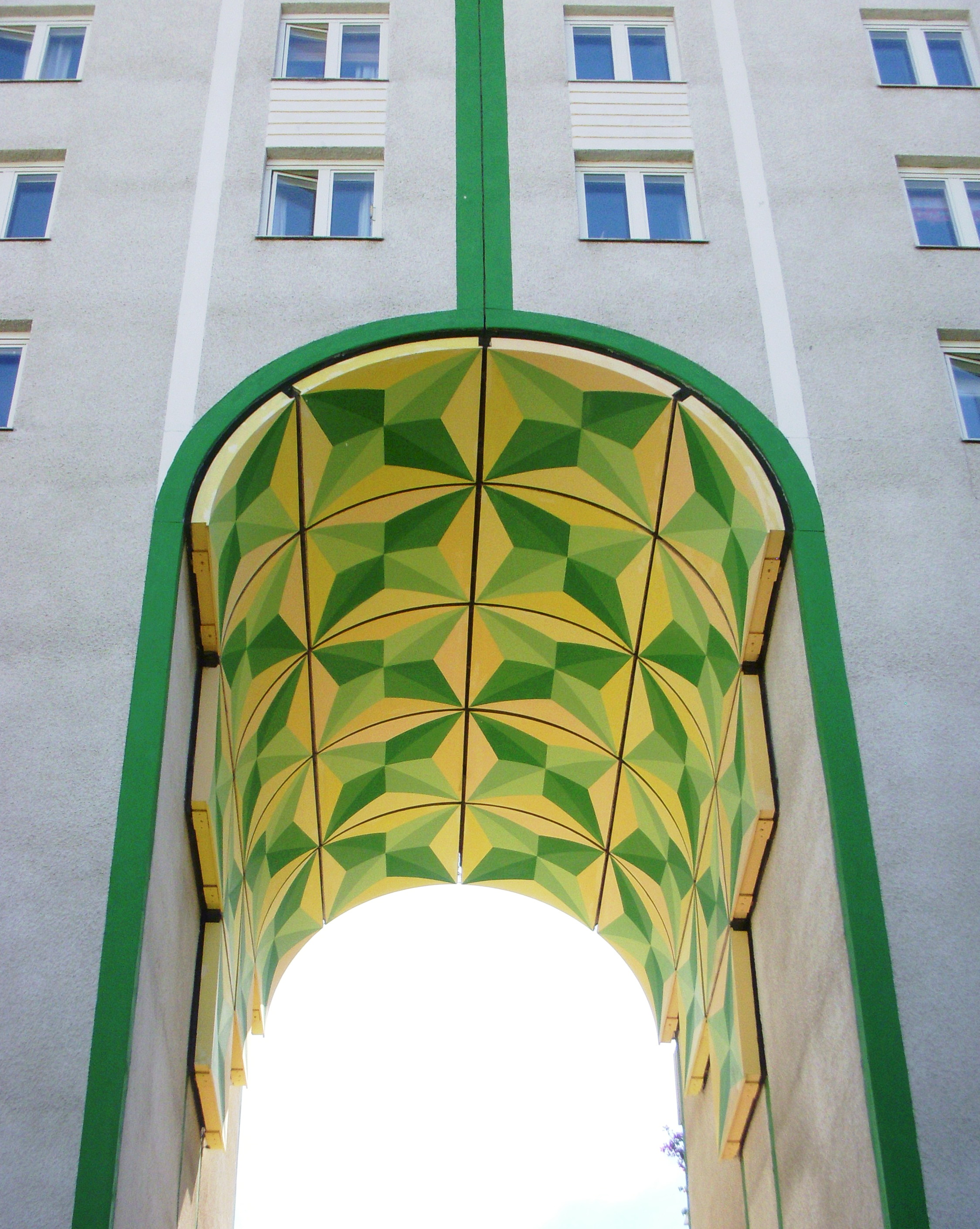
Brinckan 3, portalen, 2010.

Kvarteret Brinckan är ett bostadskvarter bestående av tre fastigheter (Brinckan 1, 2 och 3) på Södra stationsområdet på Södermalm i Stockholm. Bebyggelsen uppfördes 1987–1990 över Stockholms södra stations- och spårområde och innehåller 289 bostäder av varierande storlek. Det var första gången i Sverige att en reguljär järnväg byggdes över med bostadshus.

## Namnet

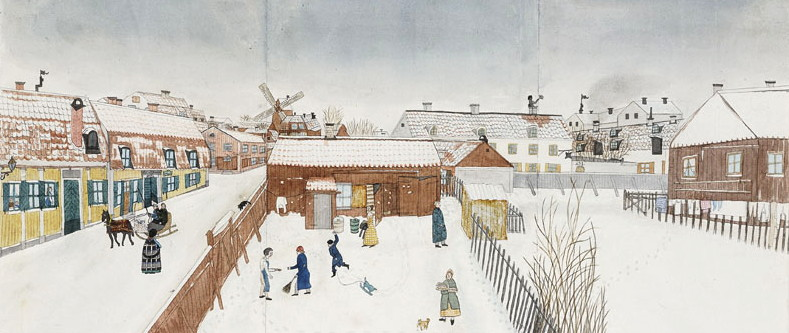
Kvarnen Brinckan på vintern, 1850-tal.

Namnet ”Brinckan” härrör från en väderkvarn med samma namn (se Brinckan). Den ägdes av brännvinsbrännaren Måns Brinck, varför Timmermansgatans västra del  på 1740-talet även kallades ”Brinkakvarnbacken” och ”Brinckan-backen”. Måns Brinck bodde själv vid dåvarande Måns Brincks gränd (nuvarande Pryssgränd). Kvarnen Brinckan revs 1884.
En del av det nuvarande kvarteret Brinckan utgörs av det tidigare kvarteret Lehusen som hade sitt namn efter Regner Leuhusen, som vid mitten av 1600-talet var ståthållare på Stockholms slott. Stavningen för kvarteret har alltid varit Lehusen, inte Leuhusen. Ett annat delområde hette tidigare Södre Stora Stads Diket eller Stadens Dike, som var ett grävt dike och sjön Fatburens utflöde mot Årstaviken. Nu gällande fastighetsbildning genomfördes 1988.

## Nuvarande bostadshus

### Bakgrund

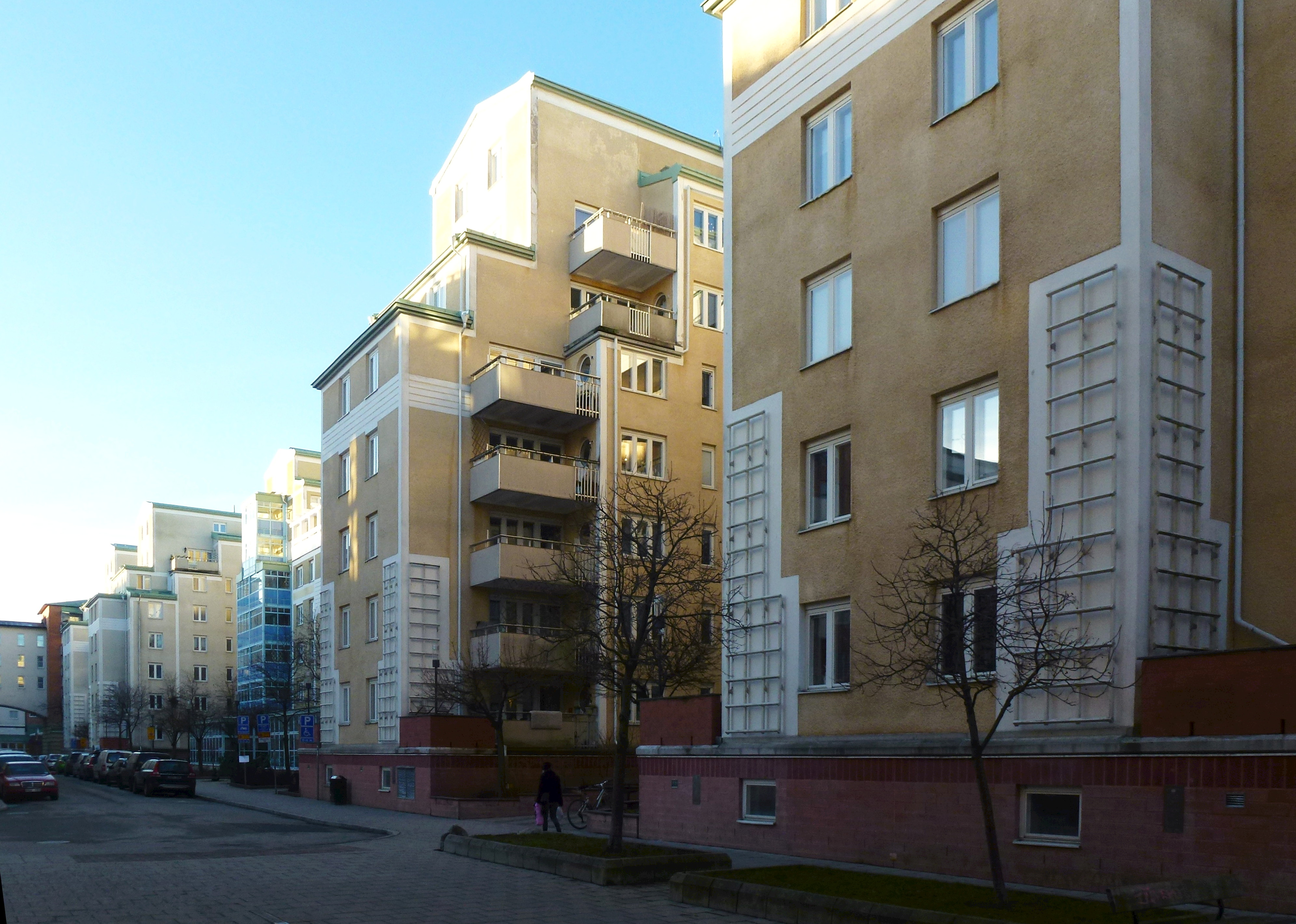
Bostadshusen "Brinckan 1, 2 och 3", Fatburs kvarngata västerut, december 2014.

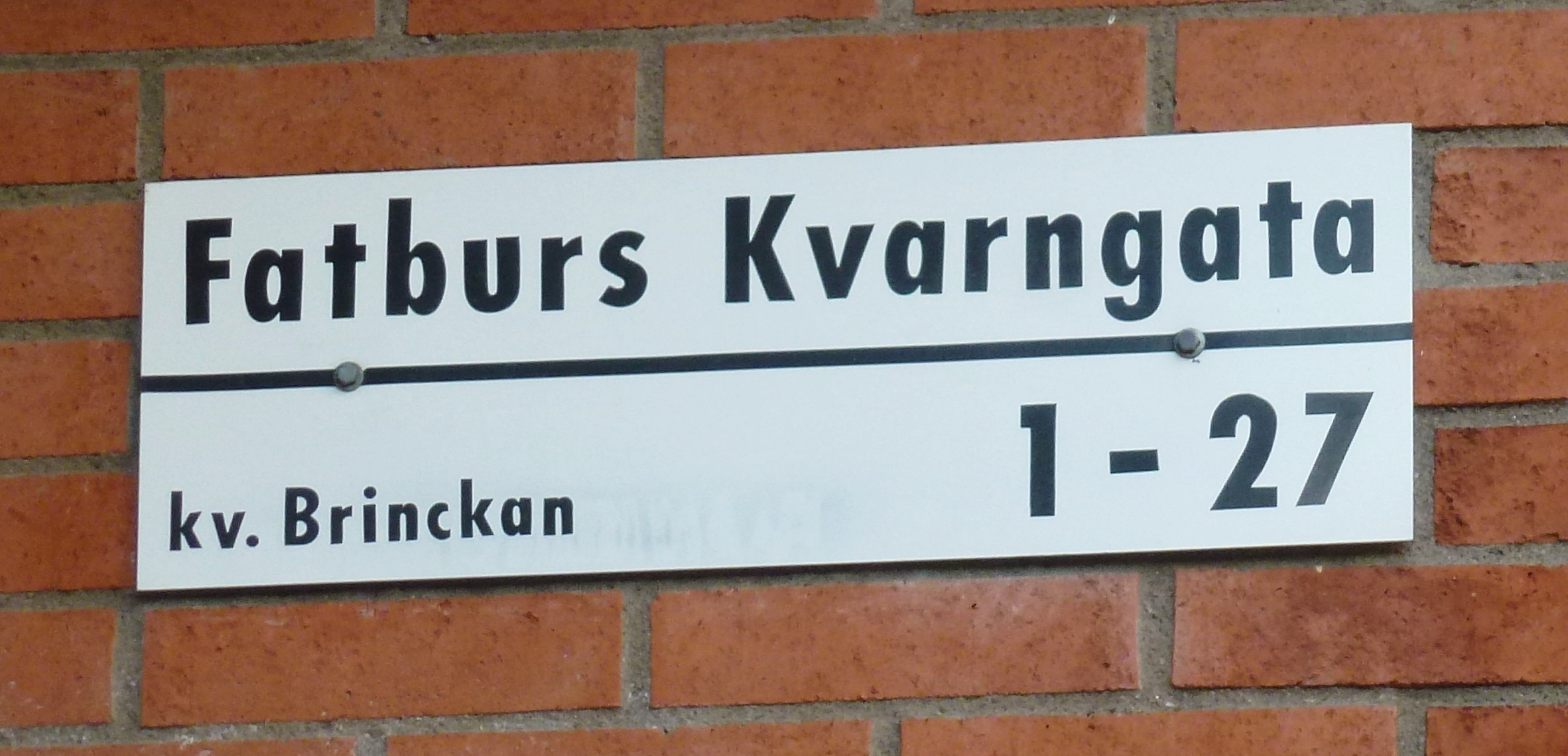
"Fatburs Kvarngata".

Som ett led i att omdana Södra stationsområdet genom att överbygga Stockholms södras stations- och spårområde i kvarteren Lehusen, Stadens Dike och Brinckan, uppfördes i slutet av 1980-talet flera nya bostadskvarter som blev inflyttningsklara 1990. Kvarteret Brinckan består av tre fastigheter (Brinckan 1, 2 och 3) och sträcker sig norr om och längs med Fatburs kvarngata 1–27 mellan Rosenlundsgatan i väster och Timmermansgatan i öster. Stadsplanen vann laga kraft i oktober 1986 och handläggande arkitekt på Stockholms stadsbyggnadskontor var Jan Inghe-Hagström som även stod bakom stadsplanerna för bland annat Minneberg och Hammarby sjöstad. Husen ritades av EGÅ Arkitektkontor, Coordinator arkitekter respektive Riksbyggen konsult, konstruktör var Tyréns.
Det var första gången i Sverige att en reguljär järnväg byggdes över med bostadshus. För att kunna uppfylla myndigheternas stränga krav på ljudnivåer i bostäder (30 dBA) byggdes spårområdet på elastiska mattor och husen ställdes på gummikuddar. När projektet var klart visade mätningar att ljudnivån i bostäderna låg klart under gränsvärdet.

### Brinckan 1
Fastigheten Brinckan 1 ligger längst i väster och gränsar till Rosenlundsgatan. Från västra gaveln, vid Rosenlundsgatan, finns en av Stockholms södra stations huvudentréer. Bostadshusen uppfördes av Riksbyggen med deras egen arkitekt- och konsultavdelning. Husen fick ett rikt arkitektoniskt formspråk med markerade gavelpartier och kraftiga socklar. Fasadmaterialet består av sten, puts och tegel. Här finns 106 bostadsrättslägenheter. Komplexet, som grupperar sig runt ett litet torg, har fem till sju våningar. I husets källarvåning ligger Stockholms södra stations perrong och från norra sidan och Bergsgruvans park kan man se in i stationen genom med sträckmetall försedda väggöppningar.

### Brinckan 2 och 3
För bostadshusen i Brinckan 2 och 3 stod Svenska Bostäder som beställare och EGÅ Arkitektkontor som arkitekt. Brinckan 2 och 3 består av fyra kopplade punkthus med olika bredd och fem till åtta våningar höga. Anläggningen innehåller 183 bostadsrättslägenheter. Mot den smala Fatburs kvarngata ligger entréer och här gavs husen fem våningars höjd för att sedan stiga till sex-åtta våningar mot norr. Komplexet i Brinckan 3 genombryts av två sex våningar höga, välvda portaler som smyckades på insidan med mönstrade betongelement. Huskropparna i Brinckan 2 omslutar två glastäckta innergårdar.

## Bilder

Brinckan 1
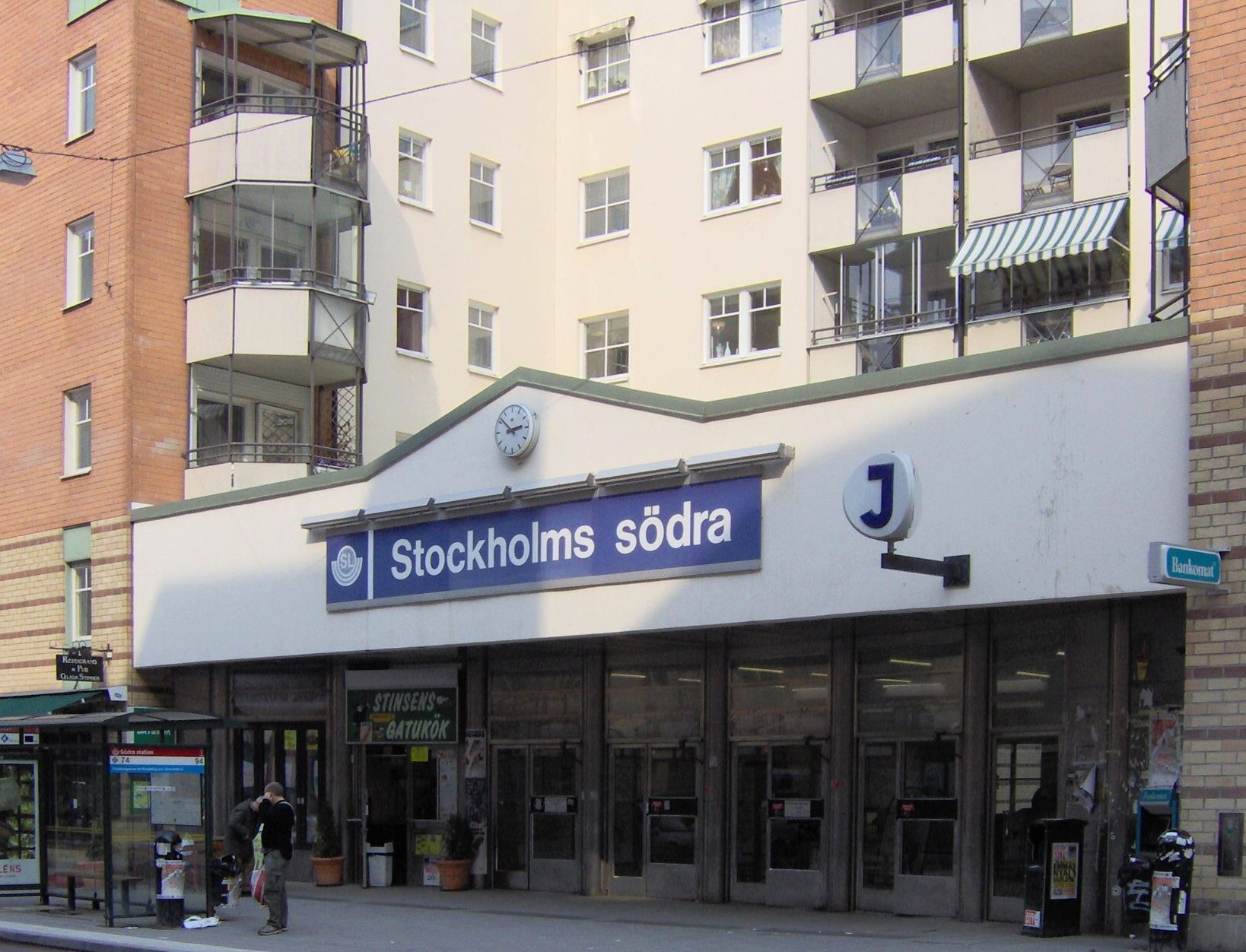
Gavel mot väster
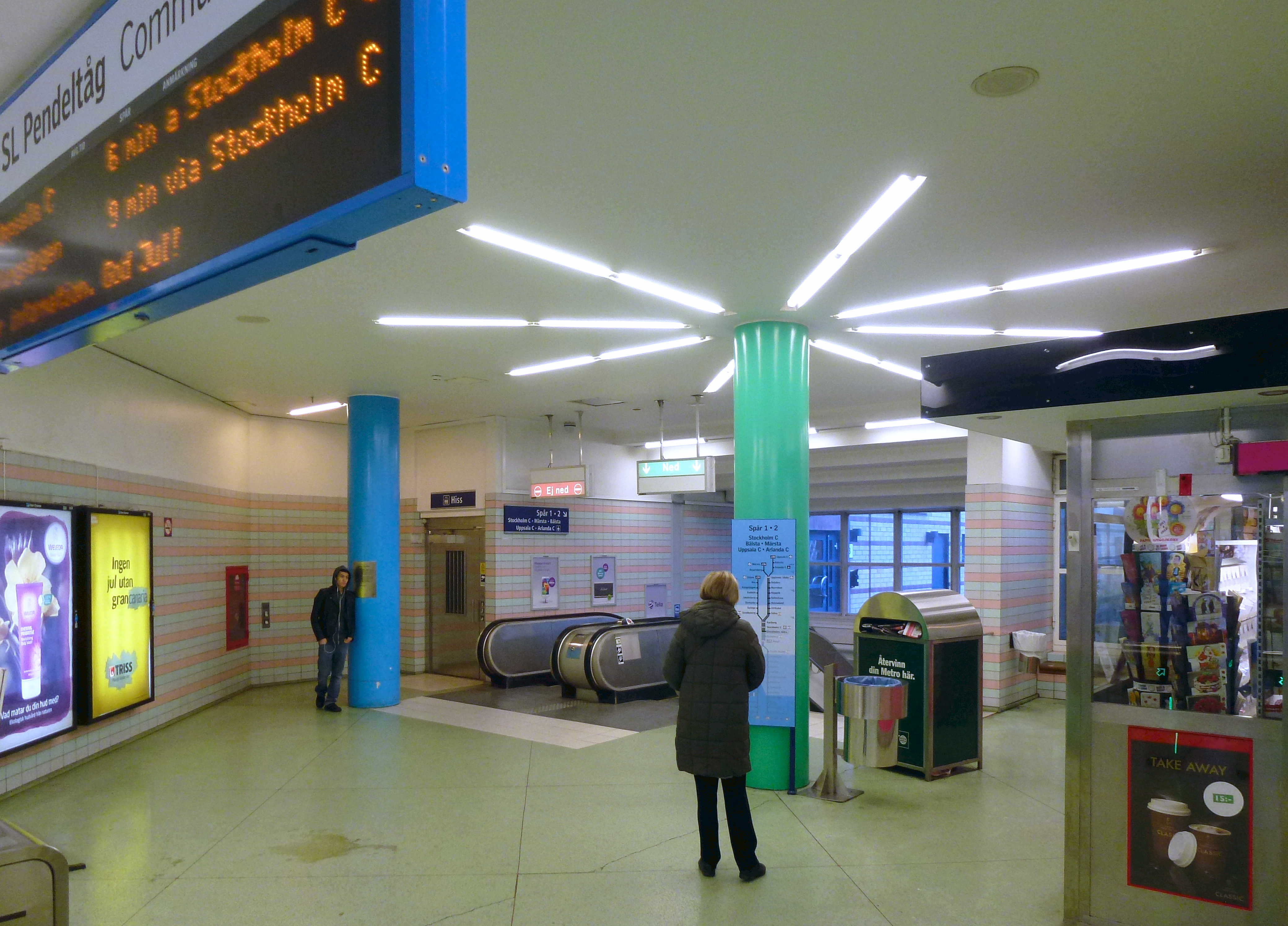
Stockholms södra, förhall
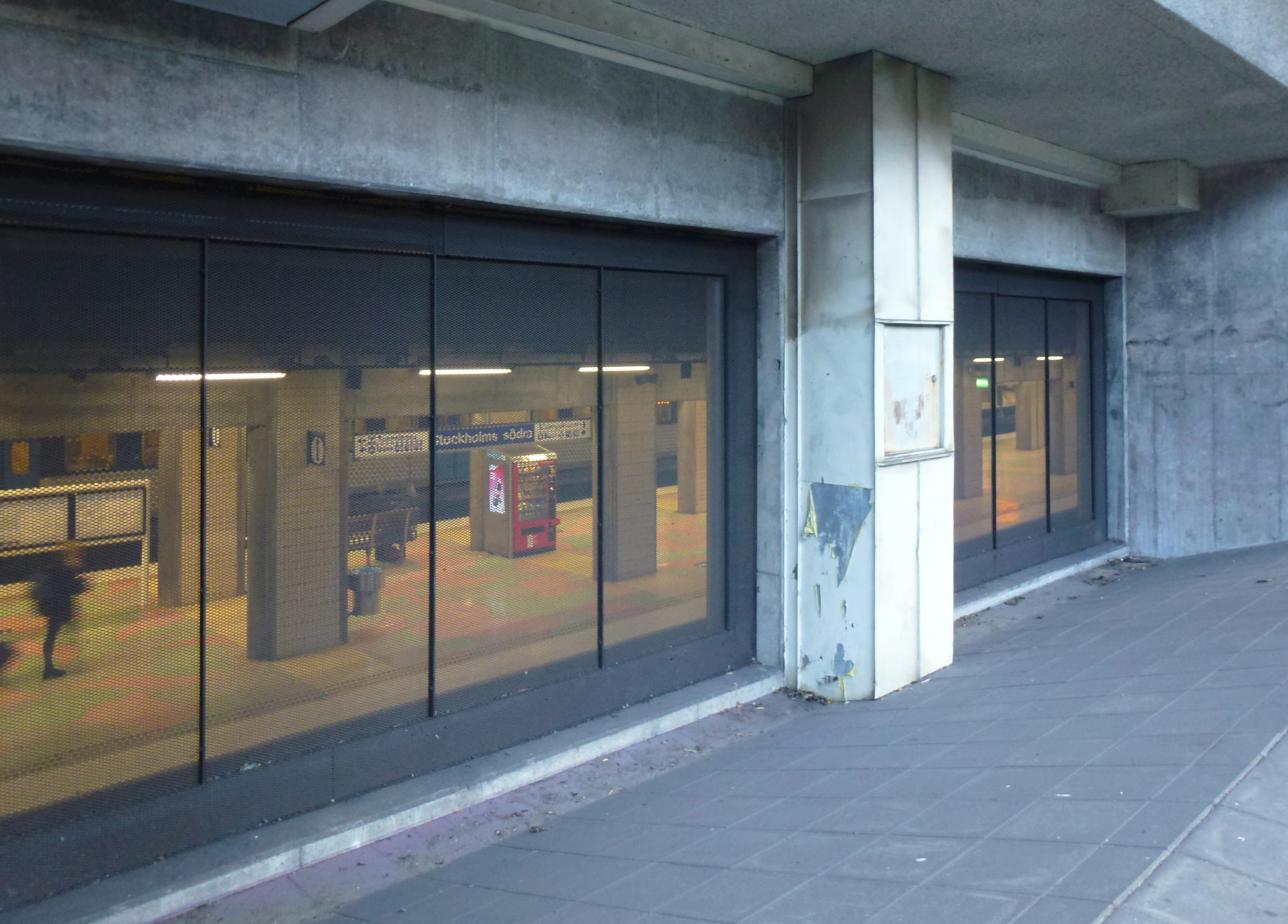
Stationen under bebyggelsen
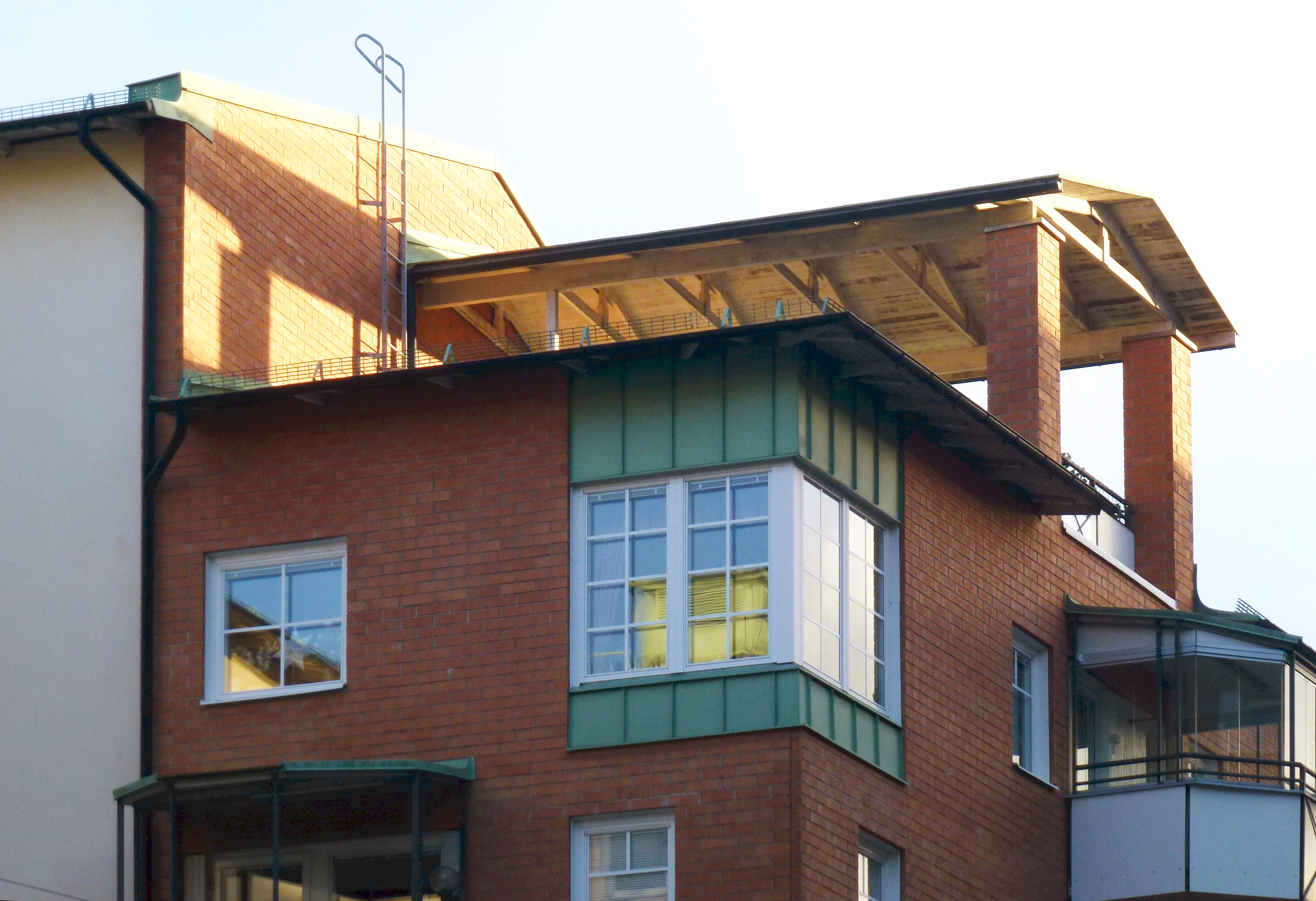
Takterrass mot väster

Brinckan 2
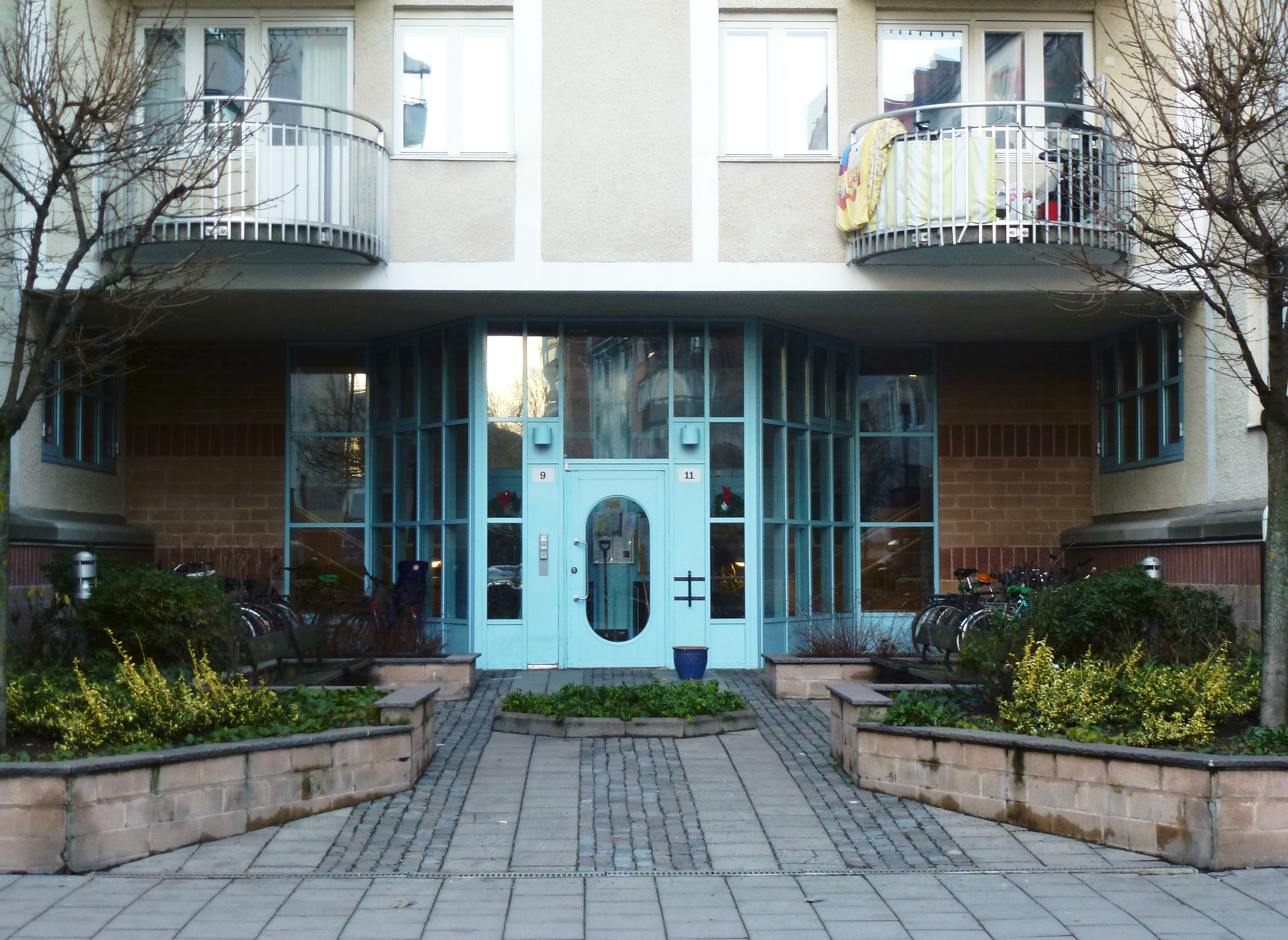
Bostadshusets entré
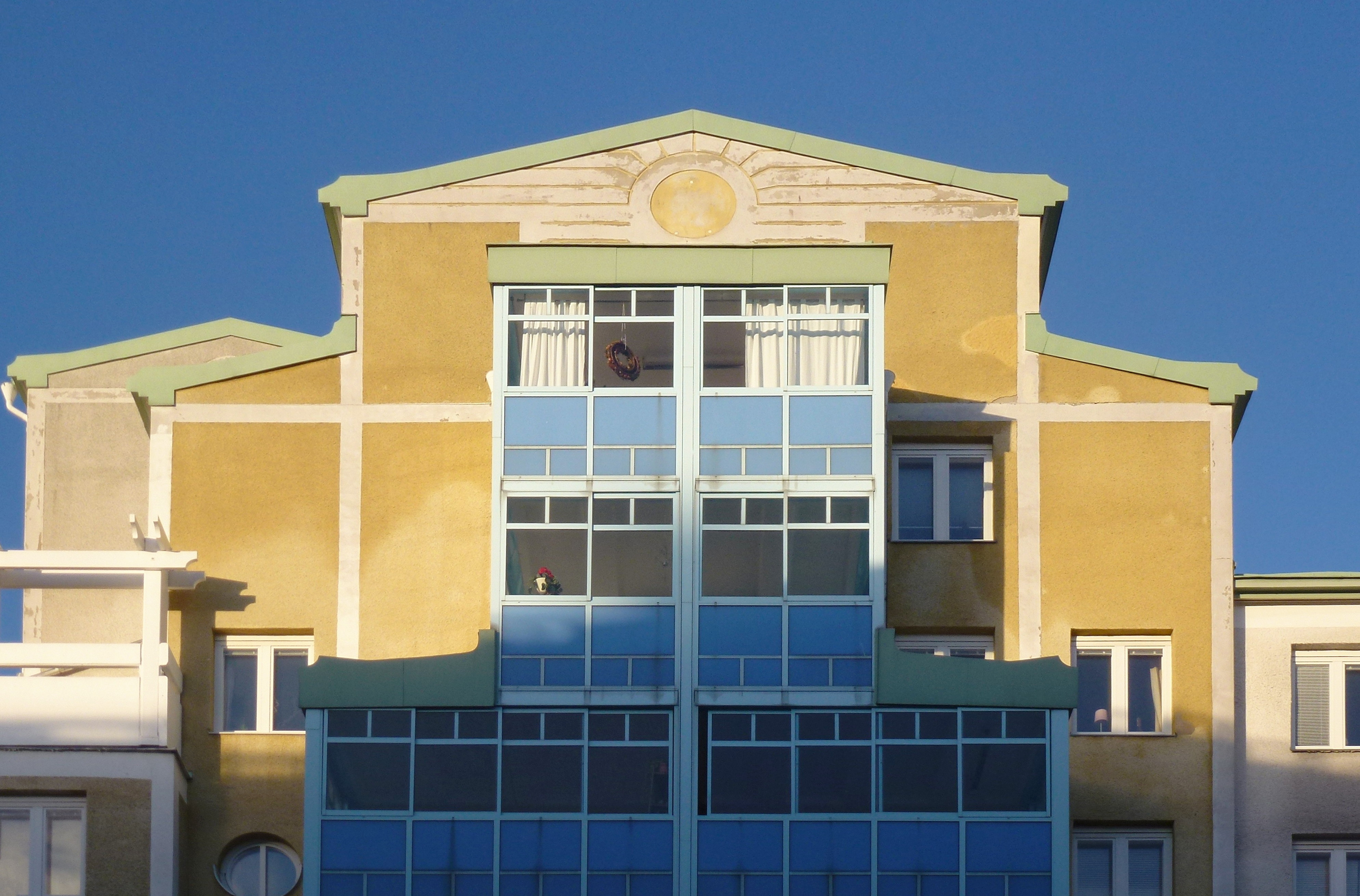
Inglasade balkonger
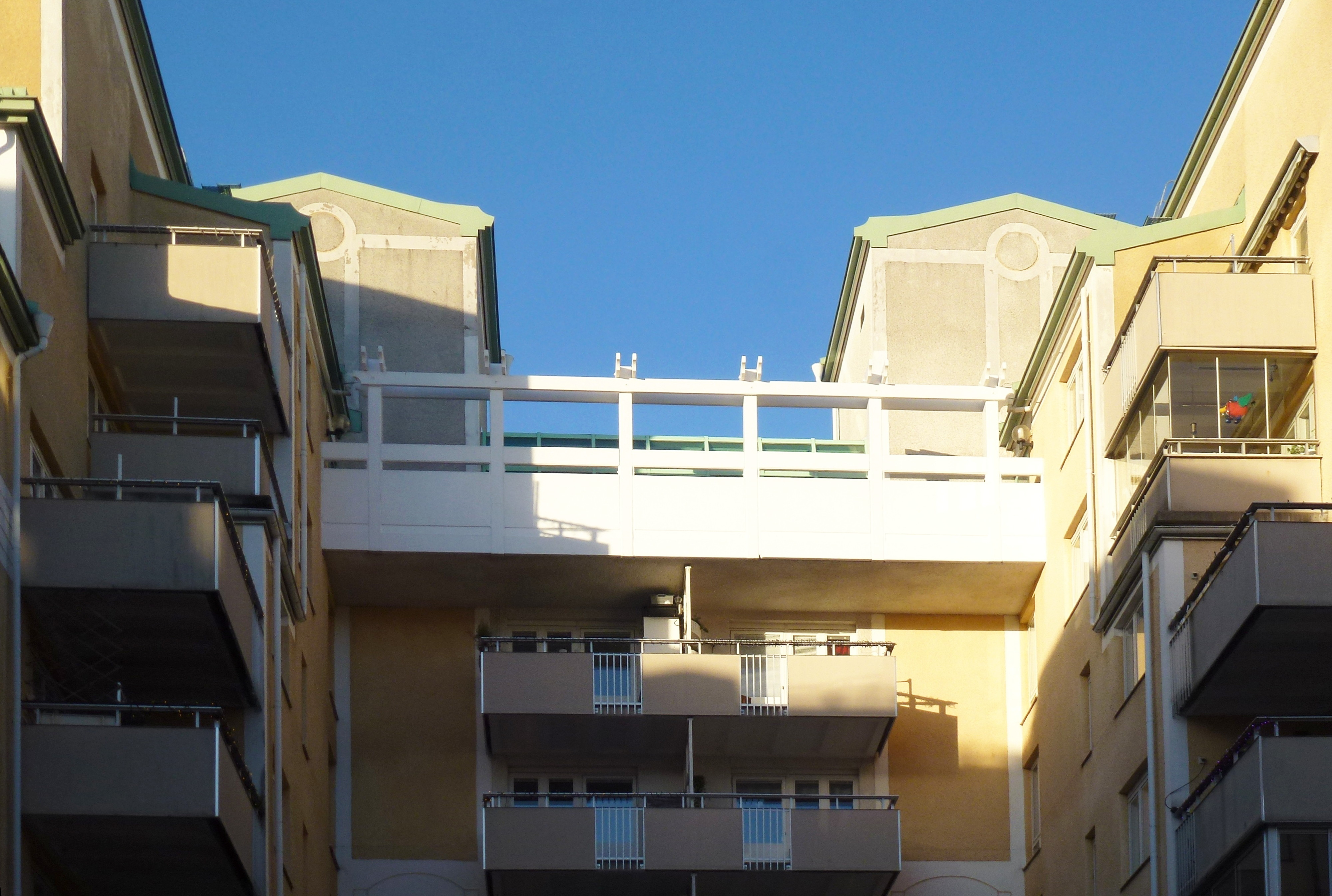
Öppna balkonger
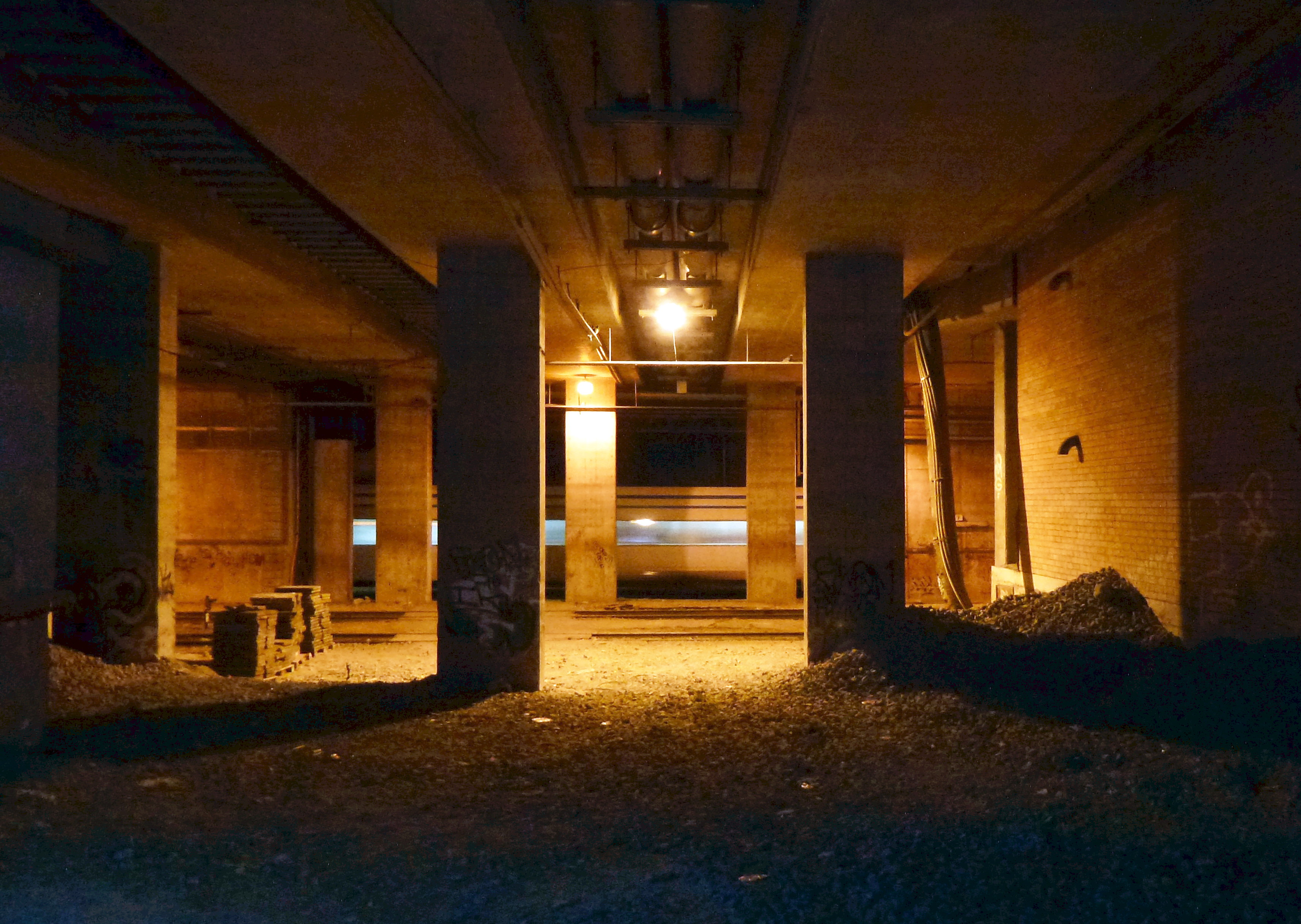
Spår och tåg under bebyggelsen

Brinckan 3
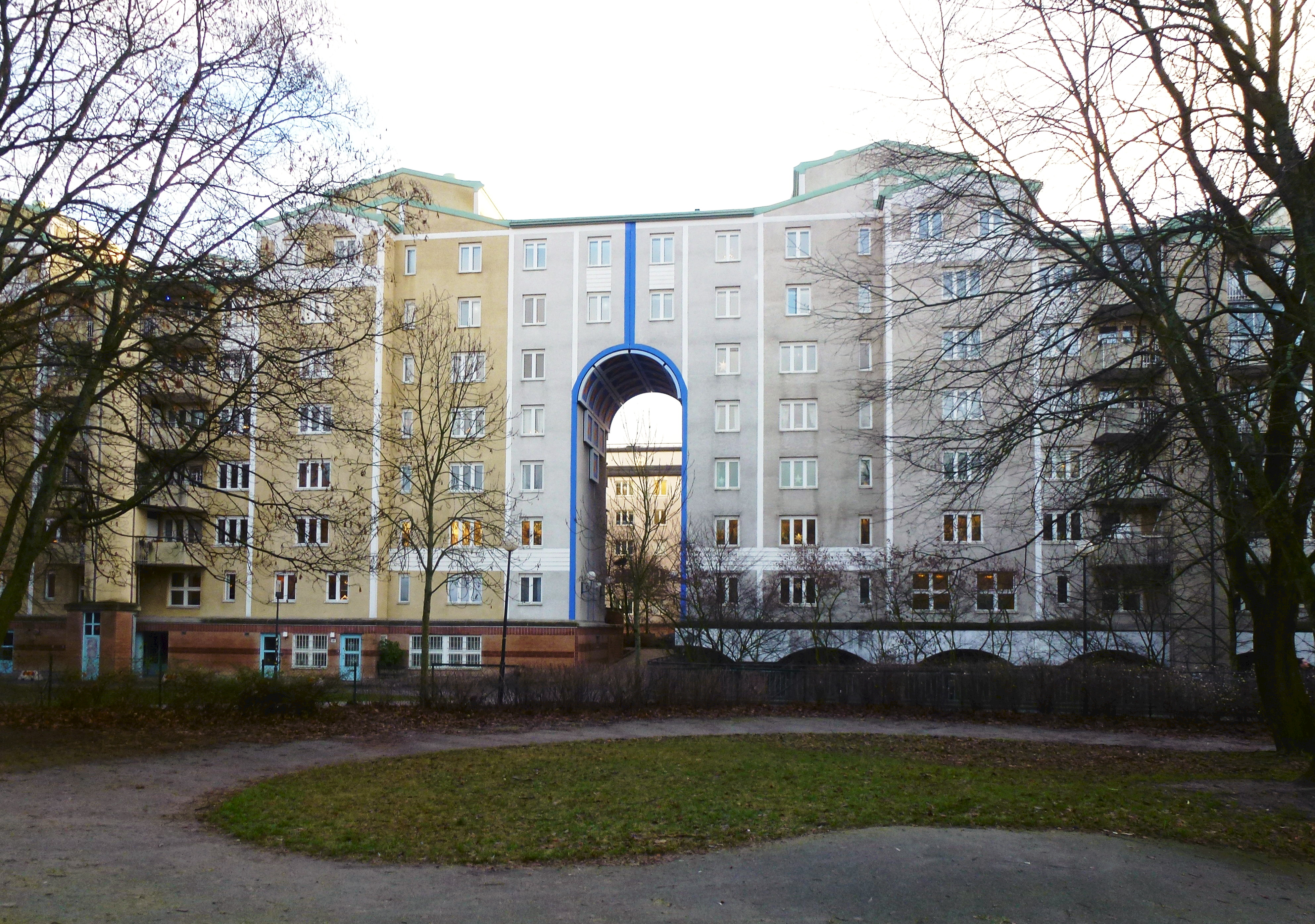
Fasad mot norr
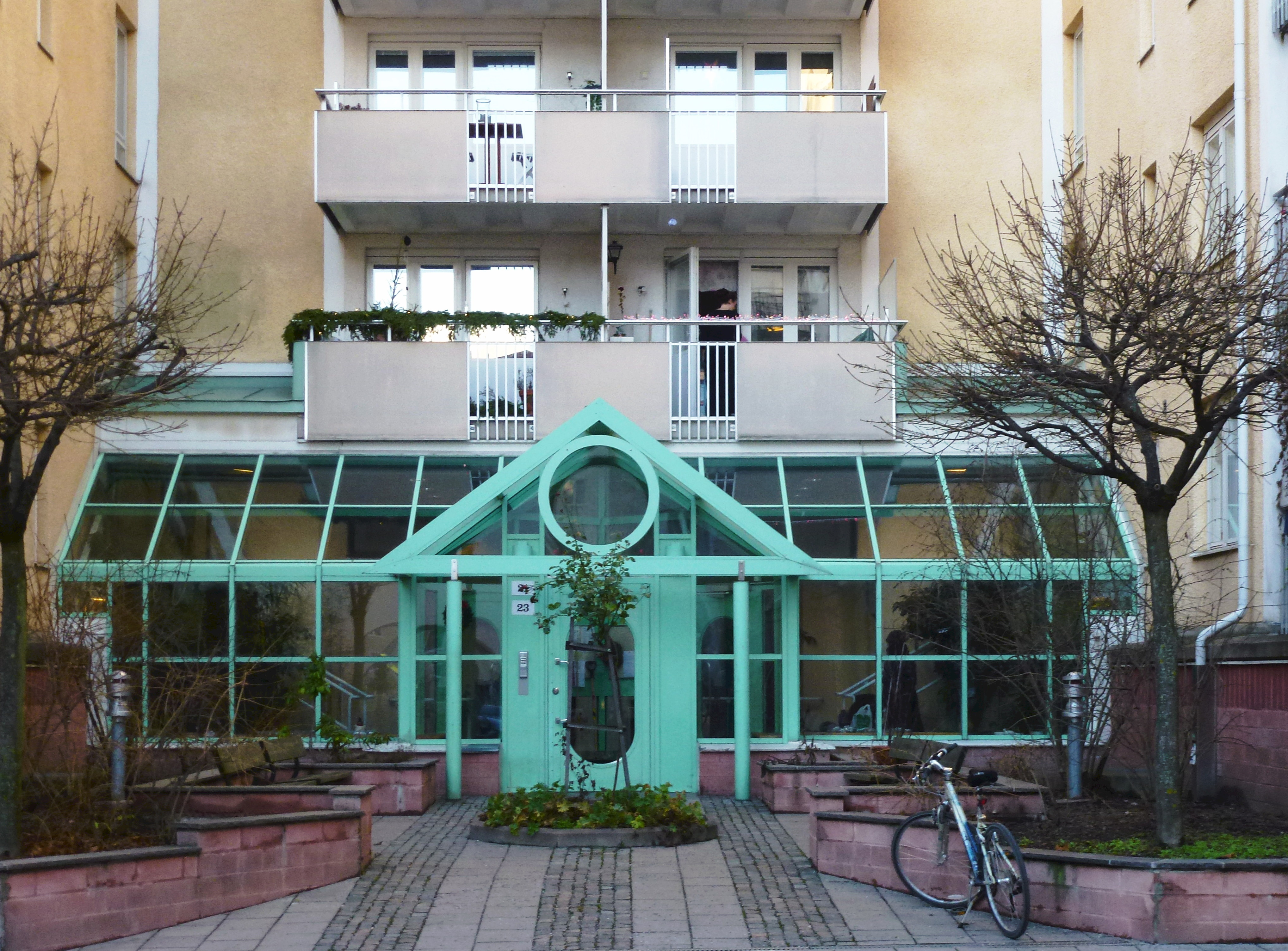
Bostadshusets entré
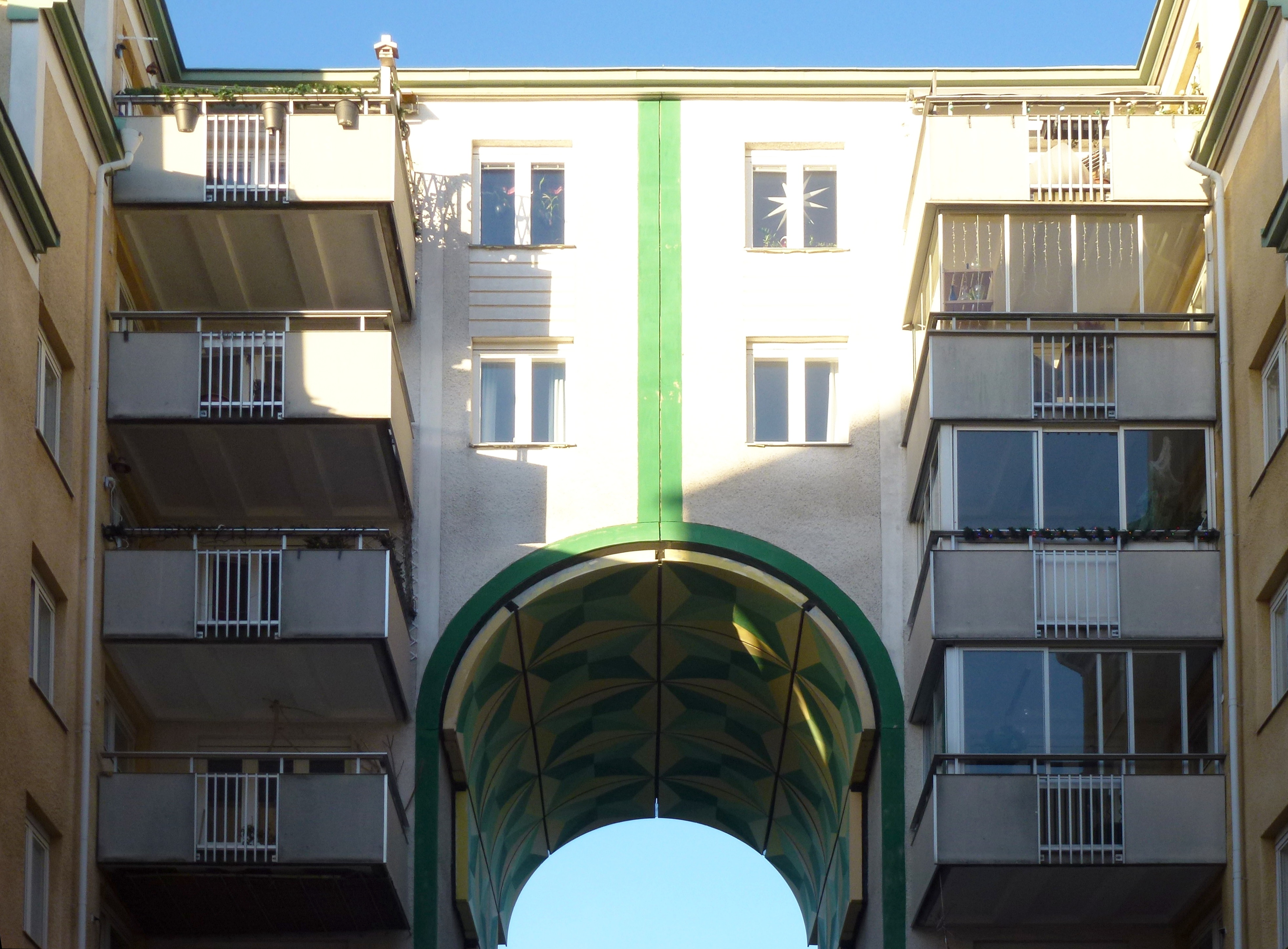
Portal mot syd
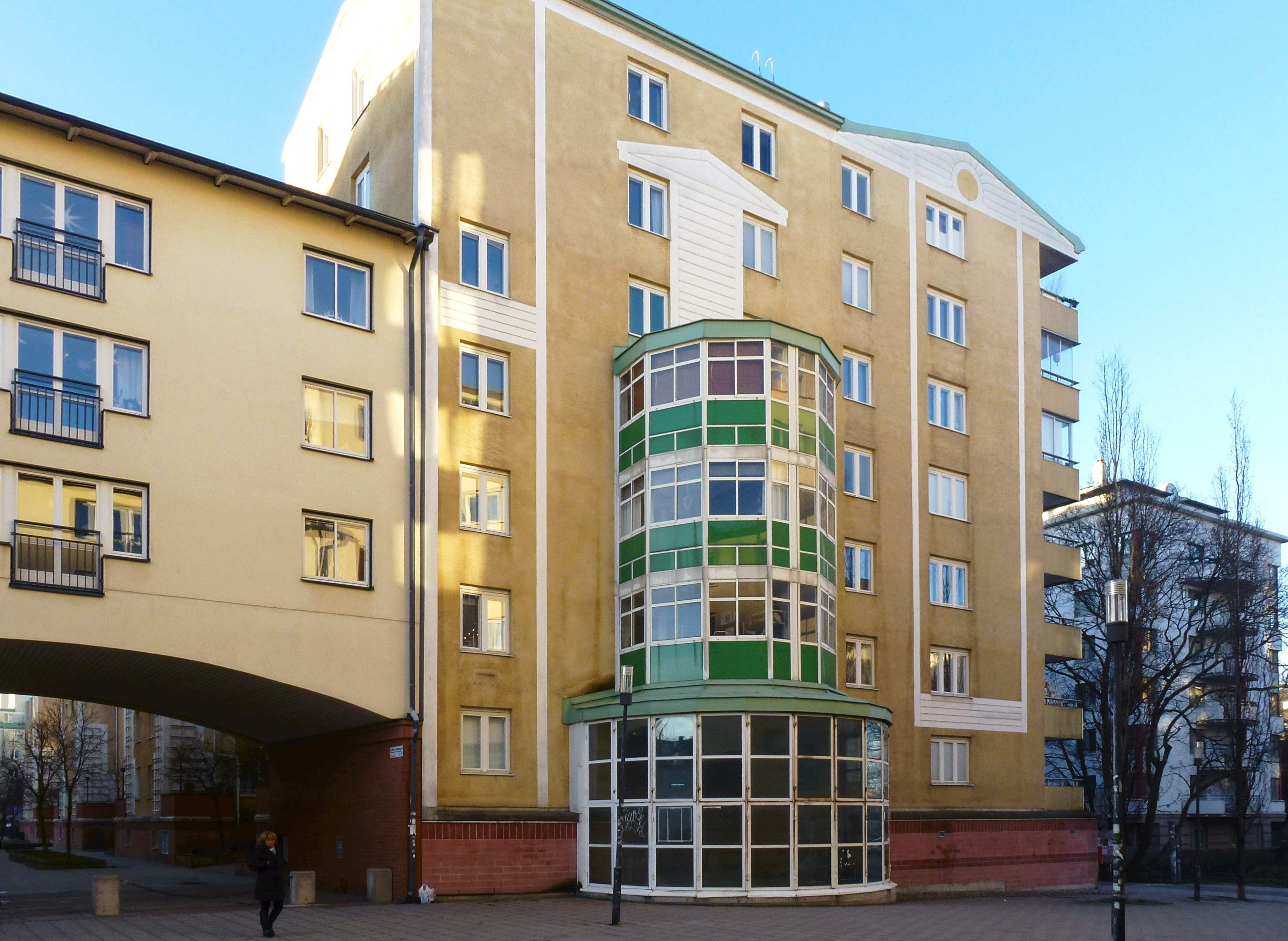
Gavel mot öster